# Rhapsodies hongroises
Pour le film de Miklós Jancsó, voir Rhapsodie hongroise.
Les Rhapsodies hongroises, S.244, R106, (allemand : Ungarische Rhapsodien, hongrois : Magyar rapszódiák) sont un ensemble de 19 pièces pour piano inspirées de thèmes folkloriques hongrois composées par Franz Liszt entre 1846 et 1853 puis plus tard en 1882 et en 1885. Liszt en fait des arrangements pour orchestre, duo avec piano et trios avec piano. 
Dans leur forme originale pour piano, les Rhapsodies hongroises sont réputées pour leur grande difficulté (Liszt étant l'un des plus grands pianistes virtuoses de son temps). Elles demeurent aujourd'hui parmi les pages les plus populaires de la musique de Liszt.

## Forme
Les Rhapsodies hongroises incorporent beaucoup de thèmes que Liszt avait entendus dans sa contrée natale hongroise et qu'il croyait être de la musique folklorique. Ceux-ci étaient en fait des airs écrits par des membres de la classe moyenne hongroise, ou par des compositeurs tels que József Kossovits (en), souvent joués par des Roms (des "Tsiganes"). La structure de chaque Rhapsodie hongroise a été influencée par la verbunkos, une danse hongroise en sept parties, chacune avec un tempo différent. Dans cette structure, Liszt a conservé les deux principaux éléments structurels de l'improvisation typique "Gitane" : le lassan (« lent ») et la friska (« rapide »). Dans le même temps, Liszt intègre un certain nombre d'effets uniques au son des orchestres tsiganes, en particulier l'équivalent pianistique du cymbalum. Il utilise également beaucoup la gamme tzigane hongroise.

## Autres versions
Les Rhapsodies nos 2, 5, 6, 9, 12 et 14 furent arrangées pour orchestre par Franz Doppler ainsi qu'avec des révisions de Liszt lui-même. Ces orchestrations sont cataloguées S.359 dans le catalogue Searle, mais les numéros donnés à ces versions étaient différents de ceux d'origine : les versions orchestrales des rhapsodies numérotées de 1 à 6 correspondent respectivement aux versions pour piano des nos 14, 2, 6, 12, 5 et 9.
En 1874, Liszt arrangea ces mêmes six rhapsodies pour piano à quatre mains (S.621). En 1882, il fit un arrangement pour piano quatre mains de la 16e (S.622) puis en 1885 un arrangement pour piano quatre mains de la 18e (S.623) et de la 19e (S.623a). Liszt arrangea également sa 9e (S.379) et sa 12e (S.379a) rhapsodie pour piano, violon et violoncelle.
La 14e servit également comme base pour sa Fantaisie hongroise (S.123) pour piano et orchestre. Certaines rhapsodies sont plus connues que d'autres, la 2e étant sans doute la plus fameuse de toutes. Les 6e et 10e comptent également parmi les populaires.

## Liste des Rhapsodies hongroises
| Numéro     | Piano seul | Orchestre | Duo avec Piano | Trio avec Piano | Tonalité  | Dédicataire            | Particularités                                                 |
| ---------- | ---------- | --------- | -------------- | --------------- | --------- | ---------------------- | -------------------------------------------------------------- |
| No 1 (en)  | S.244/1    | -         | -              | -               | Do mineur | Ede Szerdahelyi (en)   | Liszt fit plus tard une version nommée « Rêves et fantaisies » |
| No 2       | S.244/2    | S.359/2   | S.621/2        | -               | Do mineur | László Teleki          | -                                                              |
| No 3 (en)  | S.244/3    | -         | -              | -               | Si majeur | Leó Festetics          | -                                                              |
| No 4 (en)  | S.244/4    | -         | -              | -               | Mi majeur | Casimir Esterházy      | -                                                              |
| No 5 (en)  | S.244/5    | S.359/5   | S.621/5        | -               | Mi mineur | Sidonie Reviczky       | Sous-titrée Héroïde-élégiaque                                  |
| No 6 (en)  | S.244/6    | S.359/3   | S.621/3        | -               | Ré majeur | Antoine Apponyi        | -                                                              |
| No 7 (en)  | S.244/7    | -         | -              | -               | Ré mineur | Fery Orczy             | -                                                              |
| No 8 (en)  | S.244/8    | -         | -              | -               | Fa mineur | Anton Augusz           | -                                                              |
| No 9 (en)  | S.244/9    | S.359/6   | S.621/6        | S.379           | Mi majeur | Heinrich Wilhelm Ernst | Sous-titrée Pesther Carneval                                   |
| No 10 (en) | S.244/10   | -         | -              | -               | Mi majeur | Béni Egressy (en)      | Sous-titrée Preludio                                           |
| No 11 (en) | S.244/11   | -         | -              | -               | La mineur | Fery Orczy             | -                                                              |
| No 12 (en) | S.244/12   | S.359/4   | S.621/4        | S.379a          | Do mineur | Joseph Joachim         | -                                                              |
| No 13 (en) | S.244/13   | -         | -              | -               | La mineur | Leó Festetics          | -                                                              |
| No 14 (en) | S.244/14   | S.359/1   | S.621/1        | -               | Fa mineur | Hans von Bülow         | Deviendra plus tard la Fantaisie hongroise                     |
| No 15 (en) | S.244/15   | -         | -              | -               | La mineur | -                      | Sous-titrée Marche de Rákóczi                                  |
| No 16 (en) | S.244/16   | -         | S.622          | -               | La mineur | -                      | Sous-titrée Budapest Munkácsy-Festlichkeiten                   |
| No 17 (en) | S.244/17   | -         | -              | -               | Ré mineur | -                      | -                                                              |
| No 18 (en) | S.244/18   | -         | S.623          | -               | Fa mineur | -                      | Sous-titrée Ungarischen Ausstellung à Budapest                 |
| No 19      | S.244/19   | -         | S.623a         | -               | Ré mineur | -                      | Sous-titrée d'après les 'Csárdás nobles' de K. Ábrányi (sr)    |

Les 15 premières furent publiées dans les années 1853, les quatre dernières étant ajoutées en 1882 et en 1885.